# Городоцька сільська рада (Іллінецький район)
| Городоцька сільська рада — колишній орган місцевого самоврядування у Іллінецькому районі Вінницької області з адміністративним центром у с. Городок. Сільській раді були підпорядковані населені пункти: - с. Городок - с-ще Первомайське - с. Чортория |

## Склад ради
Рада складалася з 16 депутатів та голови.

## Керівний склад сільської ради
| ПІБ                         | Основні відомості                                                                       | Дата обрання | Дата звільнення |
| --------------------------- | --------------------------------------------------------------------------------------- | ------------ | --------------- |
| Ткачук Валентин Миколайович | Сільський голова, 1973 року народження, освіта, член Народно-демократичної партії       | 26.03.2006   | 31.10.2010      |
| Ткачук Валентин Миколайович | Сільський голова, 1973 року народження, освіта середня спеціальна, член Партії регіонів | 31.10.2010   |                 |

Примітка: таблиця складена за даними джерела